# Ernest Appy
Charles Erneste (Ernest) Appy (Den Haag, 25 oktober 1834 – Kansas City, 2 augustus 1895) was een Nederlands cellist. In Nederland was hij bekend onder de naam Ernest Appy, in de Verenigde Staten juist als Charles Appy.

## Familie
Hij werd geboren binnen het uit Frankrijk geëmigreerde gezin van Jean Appy en Ernestine Dupuis. Vader was hofviolist te Den Haag, zijn broer Henri Appy (1826-1903) was violist. Hijzelf huwde op 19 mei 1864 te Amsterdam de Antwerpse zangeres Petronella Joanna Apolonia Sterk (Nelly). Uit dat gezin gingen meerdere kinderen ook verder in de muziek: 
- Ernestina Frederika Henriëtte (Ernestine) Appy (Amsterdam, 7 mei 1865 – Yakima County, 26 maart 1949, leerlinge van Leander Schlegel, gaf enige tijd piano- en muziekonderwijs aan de Academie voor Muziek van haar vader; huwde Barthold Jan Bouricius, van wie ze later weer scheidde;
- Petronella Johanna Apolonia Appy (Nelly), (Amsterdam, 17 februari 1868 –vermoedelijk Zandvoort, 9 maart 1955) was enige tijd als zangeres Nelly Appy bekend, huwde in 1895 Richard Haighton, neef van Elise Haighton, verdween van het concertpodium;
- Henri Leonard Appy was violist;
- Louis Erneste Appy (Amsterdam, 17 december 1870  – Yakima County, 19 maart 1943), Louis Appy was cellist, vernoemd naar Ludwig van Beethoven i.v.m. diens 100-ste geboortedag[1], was cellist in Kansas City, lid van het San Francisco Symphony Orchestra en gaf concerten in Los Angeles; in 1914 deed hij nog even Nederland aan;
- Charles Ernest Appy jr. (Haarlem, 18 september 1873) – Yakima County, 28 januari 1916) was muziekonderwijzer en enige tijd organist in Denver;
- Cornelia Appy was celliste

Ernestine, Nelly, Henri en Louis gaven tezamen een concert op 26 oktober 1889 in de kleine zaal van het Concertgebouw.
In 1858 kreeg vader dermate last van zijn oogziekte, dat hij enkele maanden niet kon optreden. Hij ging ten onder aan tuberculose.

## Muziek
Zijn muzikale opleiding kwam van Richard Hol (piano), Wilhelm Joseph von Wasielewski (viool), Charles Montigny, Jean Godefroid Merlen (cellist in Amsterdam) en Jacques Franco Mendes (cello). Hij vestigde zich eerst in Zaandam, trok in 1854 naar Amsterdam. Hij ging vervolgens Europa in met verblijven in Engeland en Schotland middels het orkest van Louis-Antoine Jullien en Zwitserland. In 1857 was hij onder andere te vinden in de Verenigde Staten (waar zijn broer al werkte) en opnieuw in 1876. Ondertussen was hij in Amsterdam deel van het "Coenen strijkkwartet" met Frans Coenen, Joseph Cramer en Willem Albertus Sickler. Hij doceerde van 1884 tot in 1894 cello aan de Muziekschool van de Maatschappij ter bevordering van Toonkunst en gaf ook lessen in Haarlem. Vanaf 1894 tot 1894 gaf hij les aan het mede door hemzelf opgerichte Academie voor Muziek Amsterdam en eenzelfde school in Haarlem. Op 24 april 1894 emigreerde hij naar de Verenigde Staten, zijn familie volgde later. Aan de door hem opgerichte muziekschool in Kansas City kon hij slechts een jaar lesgeven.
Hij heeft een concert op zijn naam staan met Clara Schumann (februari 1860 in Odeon) en een tournee met Julius Hes.
Er verscheen een handvol werkjes van hem: 
- Fantasie op motieven uit Webers Der Freischütz, voor cello (1861)
- Fantasie op een thema uit Robert le diable van Giacomo Meyerbeer, voor cello (1861)
- Nocturne in C voor cello en piano, opus 2
- Der Abschied, voor sopraan, cello en piano, opus 3 (uitgevoerd 1 november 1889 te Leeuwarden door Nelly, Louis en Ernestine)
- Religioso, voor viool of cello en piano of orgel, of voor orgel solo, opus 4.

- International Standard Name Identifier: 0000 0003 9291 4979
- Nederlandse Thesaurus van Auteursnamen: 069916764
- Virtual International Authority File: 287083439
- WorldCat: E39PBJpjgcT8TwBFpQmKFMYHG3